# مستشفى جامعة الأزهر بدمياط الجديدة
مستشفى جامعة الأزهر بدمياط الجديدة هو مستشفى تعليمي حكومي مصري، وأحد مستشفيات جامعة الأزهر، تملكه وتُشغله كلية الطب جامعة الأزهر بدمياط، يقع بالحي الثاني بمدينة دمياط الجديدة بمحافظة دمياط، على مساحة 14 فدان، اُفتتح رسميًا في 10 أغسطس 2000، وبلغت طاقته الاستيعابية سنة 2022 حوالي 891 سرير. واستقبل خلال سنة 2020 أكثر من 56 ألف مريض.

## المستشفيات
يضم مستشفى جامعة الأزهر بدمياط الجديدة عدة مستشفيات ومراكز تخصصية هي:
- مستشفى الباطنة التخصصي

بلغت طاقته الاستيعابية حوالي 255 سرير منها 65 سرير رعاية مركزة.
- مستشفى الأمومة والطفولة

بلغت طاقته الاستيعابية حوالي 270 سرير و50 حضانة أطفال.
- مركز الجراحات المتخصصة

## وصلات خارجية
لم يتم العثور على روابط لمواقع التواصل الاجتماعي.

- إدارة العلاقات العامة بالمستشفى على موقع فيس بوك.